# فرانسیسکو خیمنز دی سیسنروس
فرانسیسکو خیمنز دی سیسنروس (اسپانیایی: Francisco Jiménez de Cisneros‎; ۱ ژانویهٔ ۱۴۳۶ – ۸ نوامبر ۱۵۱۷) سیاست‌مدار، مترجم، کاردینال، و دو بار نایب‌السلطنهٔ اسپانیا بود. او را از پایه‌گذاران عصر طلایی اسپانیا می‌دانند. فرانسیسکو از تاثیرگذارترین مشاوران ایزابلای کاتولیک و فردیناند کاتولیک فرمانروایان اسپانیا بود و فردیناند در وصیت‌نامه او را به عنوان نایب‌السلطنهٔ دخترش خوانای دیوانه اعلام کرده بود، ولی اشراف اسپانیایی در بروکسل کارل پنجم را به پادشاهی برگزیدند و او را برکنار کردند.